# Seth (König)
Seth, auch Sutech oder Seth I., war ein altägyptischer König (Pharao) der 13. Dynastie (Zweite Zwischenzeit). Er regierte um 1709 v. Chr.

## Belege und Funddeutung
Dieser König ist nur im Turiner Königspapyrus belegt und gilt hier als 20. Herrscher der 13. Dynastie. Sein Thronname ist unvollständig erhalten. Ihm werden außerdem eine Stele aus Abydos und Inschriften in Medamud zugeschrieben.
Jürgen von Beckerath vermutet, dass es sich bei Seth um einen im Priesterstammbaum von Memphis genannten König mit dem seltsamen Namen „Aaqen“ (ˁ3qn – Der Esel ist stark) handeln könne. Der volle Name von König Seth hätte „Sethqen“ (Seth ist stark) gelautet. Da aber der Gott Seth zur Zeit der 22. Dynastie verfemt war, sei die Hieroglyphe des Seth-Tieres im Namen durch die Hieroglyphe des Esels (ˁ3) ersetzt worden.